# حاملو الشعلة
تولنكانتايات (Tulenkantajat؛ تعني بالفنلندية حاملو الشعلة) مجموعة أدبية فنلندية خلال عشرينات القرن الماضي . هدفت التولنكانتايات بشكب رئيسي لإيجاد وسيلة لأخذ فنلندا مما تسمى الثقافة المنطقة النائية إلى المستوى الأدبي الأوروبي الجديد والحديث. لم يتخذوا في بياناتهم الرسمية شكلاً لبرنامج من أي نوع، بل ذكروا جماعتهم هي «الشعور الجديد بالحياة» مبنية على التواضع والشجاعة وروح الجماعة. نشرت المجموعة مجلة خاصة بها. أكدت افتتاحية قضية المجلة الأولى عدم ارتباط المجموعة بأي من الأحزاب السياسية، وإن لم تكن مـُعـْرِضة عن السياسة، ولكن في غضون أقل من عقد من الزمان حـُلت المجموعة وكان ذلك جزئياً بسبب الصراعات السياسية، فقد انتهى الأمر ببعض الأعضاء باليسار المتشدد في حين روج البعض علنا لقيم جمعية كاريليا الأكاديمية.
كان من أشهر أعضاء التولنكانتايات أولافي بآفولاينن ، ميكا فالتري ، كاتري فالا ، إلينا فآرا ، إركي فالا ، أوريو يولها ، مارتي هآفيو ، أونو كايلس ، إلماري بيميا وأرفي كيفيما.